# Prime Cup Aberto de São Paulo 2012
L'Aberto de São Paulo 2012 è stato un torneo professionistico di tennis maschile giocato sul cemento, che fa parte dell'ATP Challenger Tour 2012. Si è giocato a San Paolo in Brasile dal 2 all'8 gennaio 2012.

## Partecipanti

### Teste di serie
| Nazionalità | Giocatore              | Ranking* | Testa di serie |
| ----------- | ---------------------- | -------- | -------------- |
| Argentina   | Horacio Zeballos       | 109      | 1              |
| Brasile     | Rogério Dutra da Silva | 124      | 2              |
| Brasile     | Júlio Silva            | 153      | 3              |
| Argentina   | Federico Delbonis      | 166      | 4              |
| Portogallo  | Gastão Elias           | 172      | 5              |
| Brasile     | Caio Zampieri          | 253      | 6              |
| Colombia    | Eduardo Struvay        | 254      | 7              |
| Argentina   | Juan Pablo Brzezicki   | 262      | 8              |

- Ranking al 26 dicembre 2011.

### Altri partecipanti
Giocatori che hanno ricevuto una wild card:
- Henrique Cunha
- Daniel Dutra da Silva
- Leonardo Kirche
- Thiago Monteiro

Giocatori passati dalle qualificazioni:
- Augusto Laranja
- José Pereira
- Bruno Sant'Anna
- Maximiliano Estévez

## Campioni

### Singolare
Thiago Alves ha battuto in finale  Gastão Elias con il punteggio di 7–6(5), 7–6(1)

### Doppio
Fernando Romboli /  Júlio Silva hanno battuto in finale  Jozef Kovalík /  José Pereira con il punteggio di 7–5, 6–2